# Drepanolejeunea tibetana
Drepanolejeunea tibetana là một loài Rêu trong họ Lejeuneaceae. Loài này được (P.C. Wu & J.X. Luo) Grolle & R.L. Zhu mô tả khoa học đầu tiên năm 2000.